# Parco archeologico dell'Appia Antica
Il parco archeologico dell'Appia Antica è un'area archeologica a Roma lungo la Via Appia antica. Dal 2024 vari tratti della strada sono inclusi nel patrimonio dell'umanità UNESCO denominato Via Appia. Regina Viarum, in particolare quello tra il 1° e il 13° miglio che ricade nel parco.
È stato istituito nel 2016 dal Ministero per i beni e le attività culturali e per il turismo, quale ente dotato di autonomia speciale, al fine di tutelare e valorizzare la vasta area archeologica incentrata sulla via Appia antica nel suo sviluppo dalle Mura aureliane di Roma fino alla località di Frattocchie nel comune di Marino, corrispondente all'antica Bovillae.
Il suo perimetro di fatto coincide con quello del Parco regionale dell'Appia antica, le cui competenze sono però di carattere esclusivamente naturalistico.
La sede principale è in piazza delle Finanze, 1. Altri uffici sono nel Complesso di Capo di Bove in via Appia Antica, 222 e nel casale della Villa dei Quintili in via Appia Nuova, 1092 a Roma.

## Le radici dell'idea di Parco

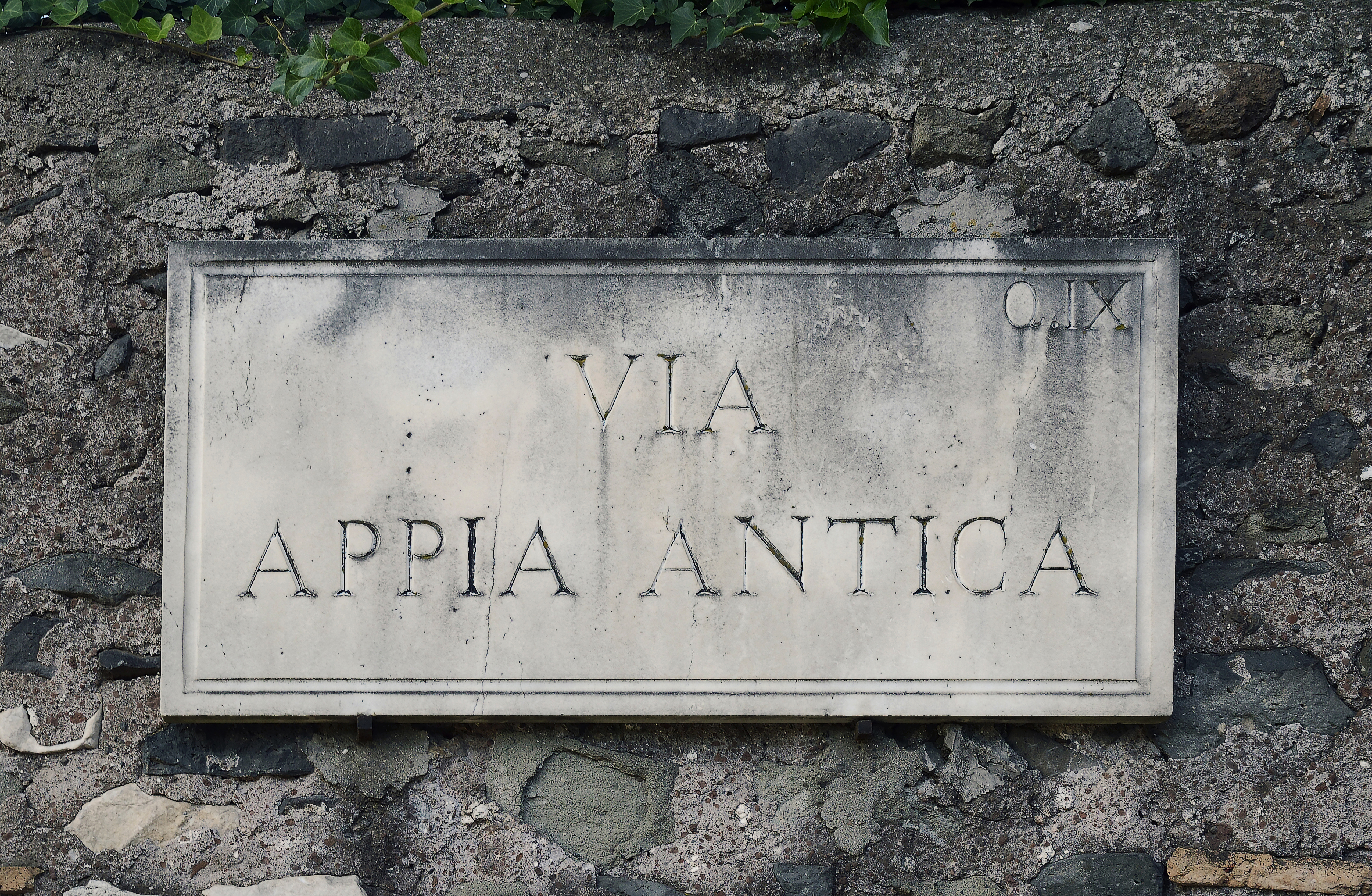
Targa toponomastica della via Appia Antica

La prima idea di realizzare un grande parco archeologico esteso tra la Colonna Traiana e i Castelli Romani risale al quinquennio in cui l'Urbe fece parte dell'Impero napoleonico come dipartimento di Roma (1809-1814).
Di fatto, però, fu Papa Pio IX attorno alla metà dell'Ottocento a mettere in atto un vasto piano di recupero dell'Appia Antica, che fino all'XI miglio si presentava ancora come una strada di campagna, la cui unica particolarità era la fila di sepolcri in rovina che la costeggiavano. Desideroso di valorizzare le basiliche e le catacombe presenti nell'area, Pio IX affidò i lavori all'architetto e archeologo piemontese Luigi Canina che tra il 1851 e il 1855 mise in atto il progetto di sistemazione della Regina Viarum come passeggiata archeologica. Il primo tratto della strada consolare fu sistemato in modo che i visitatori potessero percorrerla ammirando i monumenti ai suoi lati, in una specie di "museo all'aperto". Per ottenere questo risultato, si rese necessario innanzitutto espropriare lungo l'antico tracciato stradale una fascia larga circa una decina di metri: questa zona di rispetto fu delimitata costruendo ai lati i muri a secco tipici della campagna romana chiamati "macere". Furono anche restaurati il sedime stradale e i monumenti funebri conservati lungo il tracciato.
Le opere di sistemazione avviate dal Canina furono seguite dalla piantagione di alberi ai lati della strada. Furono Rodolfo Lanciani, verso la fine dell'Ottocento, e poi Giacomo Boni ad avviare le prime piantagioni lungo la strada. I pini secolari che ancora oggi caratterizzano il paesaggio, e che furono esaltati in uno dei canti del poema sinfonico di Ottorino Respighi, sono stati piantati, assieme a cipressi, tra il 1909 e il 1913 da Antonio Muñoz, allora ispettore della Regia Soprintendenza ai Monumenti, per curare anche il «lato pittoresco della storica via».

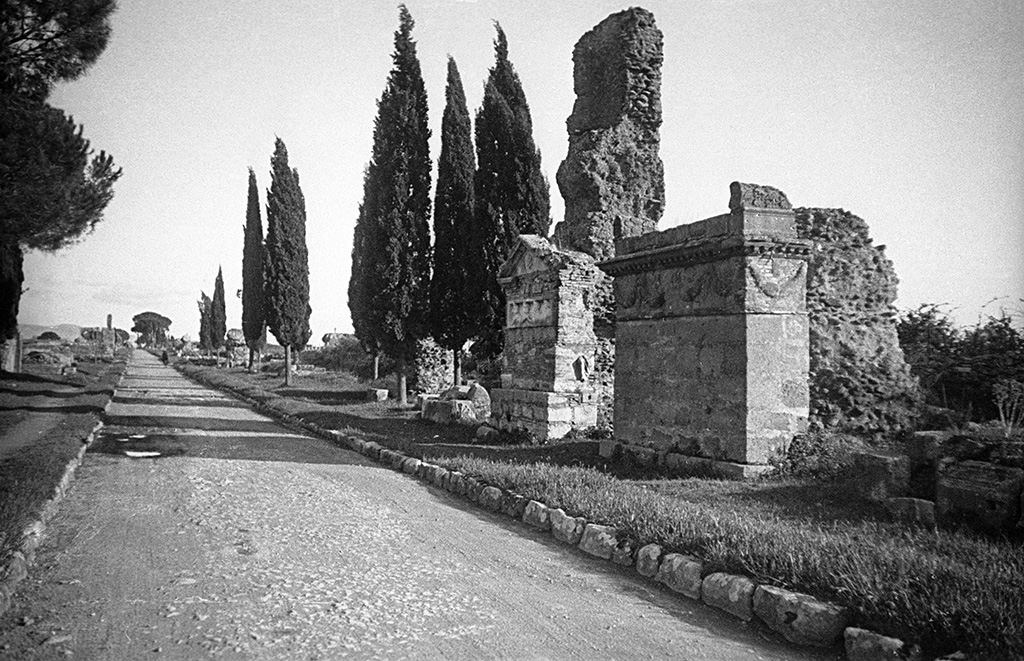
L'Appia Antica in una foto d'epoca

Un secolo dopo il grande progetto del Canina, l'archeologo, giornalista e urbanista Antonio Cederna iniziò a denunciare gli scempi che si andavano compiendo sull'Appia. Nel 1969 Cederna scriveva: "La battaglia per la difesa rigorosa dell'Appia Antica è stata certo la più lunga e la più impegnativa fra quelle condotte per l'urbanistica romana nel dopoguerra. Si trattava, subito agli inizi degli anni Cinquanta, di impedire che uno dei più straordinari complessi archeologico-paesistici d'Italia diventasse un qualsiasi suburbio cittadino e scomparisse dalla faccia della terra e dalla memoria degli uomini sotto una crosta ininterrotta di ville, villini, palazzi, palazzine e conventi. Ci si accorse presto che solo attribuendole la funzione urbanistica di parco pubblico si sarebbe potuto garantire la tutela integrale dell'Appia Antica e che ogni altro mezzo sarebbe stato rovinoso".

## Istituzione del Parco
Il Parco archeologico dell’Appia Antica è stato creato nel 2016 come istituto dotato di autonomia speciale nell'ambito della riforma Franceschini che ha individuato istituti e musei di rilevante interesse nazionale.
Il nuovo istituto ministeriale è stato istituito allo scopo di promuovere l’ambito territoriale attraversato dalla via Appia Antica, ricchissimo di monumenti e complessi archeologici di enorme rilevanza, caratterizzato dalla scarsa trasformazione urbanistica e da un paesaggio unico al mondo che costituisce un insieme unitario che come tale va tutelato e valorizzato.

### Competenze

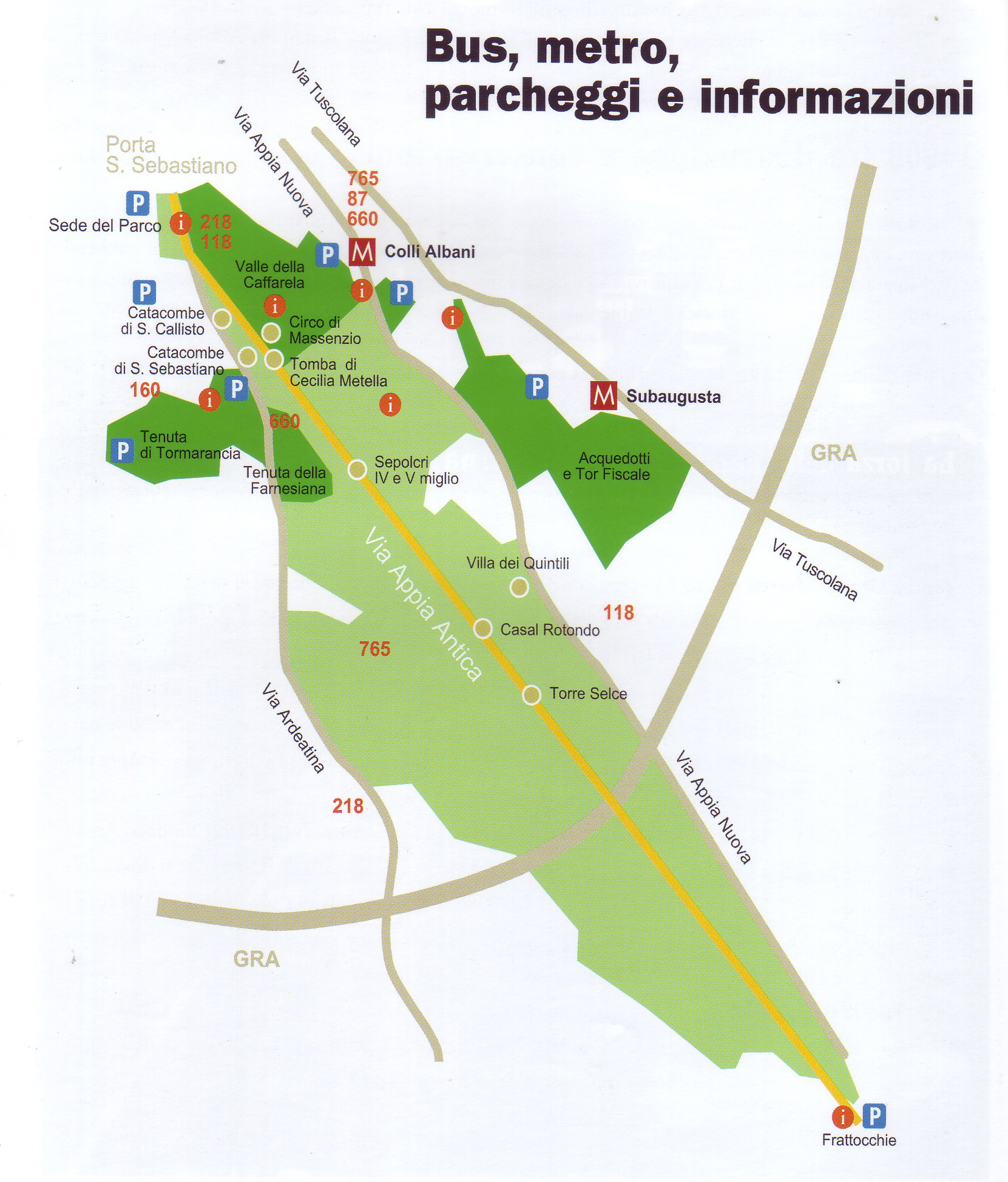
Il territorio del Parco archeologico coincide a quello dell'omonimo Parco regionale, di cui si riporta una pianta.

Al momento della fondazione, al Parco archeologico dell’Appia Antica erano affidate competenze nell'ambito della tutela, della conservazione e della valorizzazione per contribuire alla salvaguardia del patrimonio culturale, alla promozione e valorizzazione dei monumenti e del paesaggio nel suo complesso. Si sviluppa da Piazzale Numa Pompilio a Roma sino alla località di Frattocchie nel comune di Marino, tra la via Ardeatina e l’Appia Nuova, includendo la Valle della Caffarella e l’area di Tormarancia.
Al Parco archeologico sono attribuiti i seguenti monumenti, siti e complessi del demanio dello Stato:
- Tratto demaniale della via Appia Antica (ovvero dal civico n. 195 fino a Frattocchie, frazione di Marino),
- Acquedotti dell'Acqua Claudia, Acqua Marcia e Anio Novus,
- Acquedotto dei Quintili,
- Antiquarium di Lucrezia Romana,
- Chiesa di San Cesareo de Appia,
- Mausoleo di Cecilia Metella,
- Tombe della via Latina,
- Villa dei Quintili e Santa Maria Nova,
- Villa dei Sette Bassi,
- Villa di Capo di Bove.

Nel decreto di istituzione del Parco archeologico, al Direttore del Parco erano attribuite la responsabilità del progetto di valorizzazione dell’intera strada consolare e il coordinamento di tutte le iniziative riguardanti l’Appia Antica sul territorio nazionale.

### Perdita e riacquisizione dell'autonomia

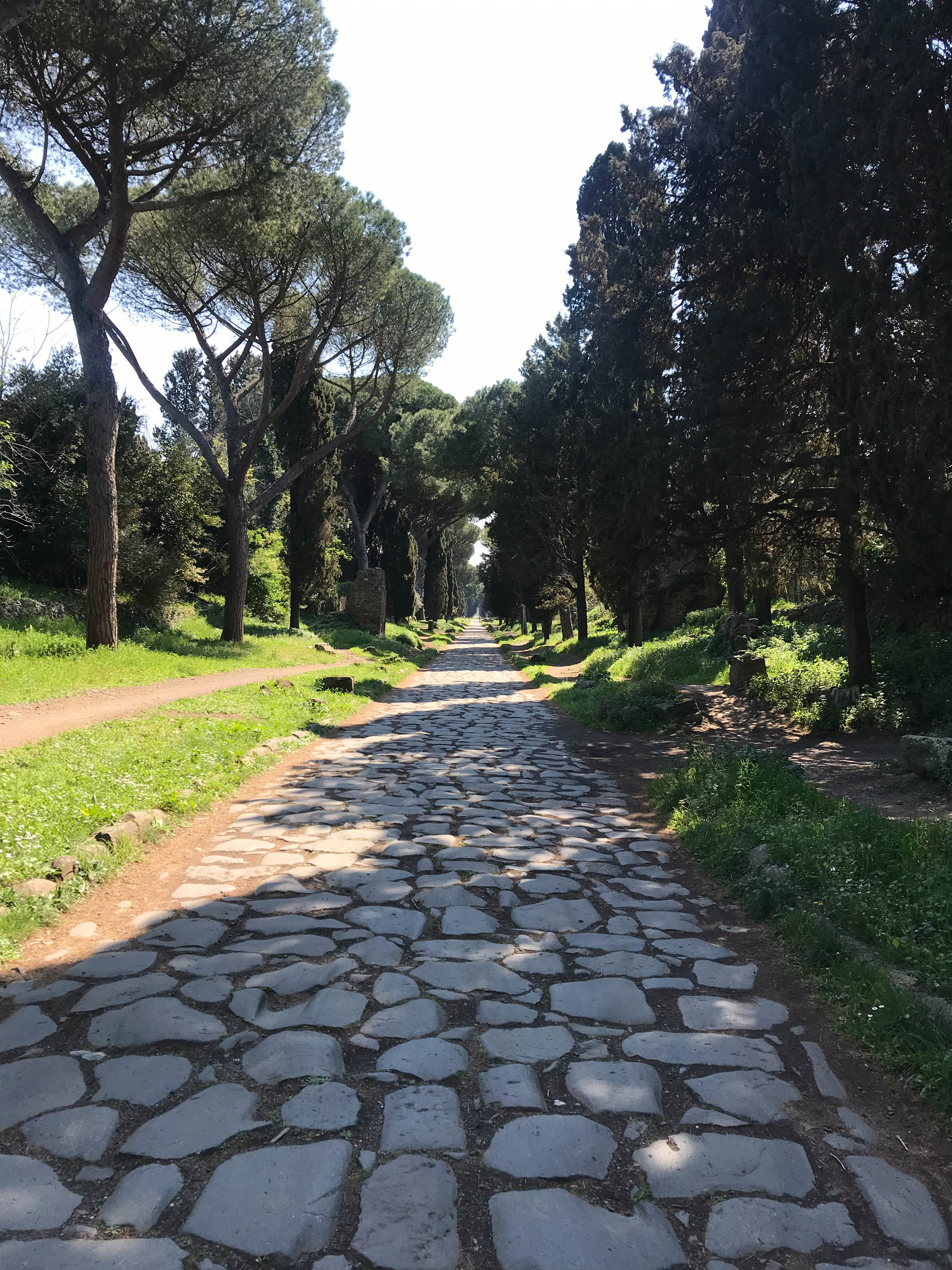
Tratto della via Appia Antica

Nell'agosto 2019 il Parco archeologico dell'Appia Antica fu soppresso dall'elenco degli istituti autonomi del MiBAC, e pertanto perse la sua autonomia speciale per essere attribuito alla Soprintendenza Speciale Archeologia Belle Arti e Paesaggio di Roma.
Tuttavia, nel dicembre 2019, è stata nuovamente attribuita al Parco l'autonomia precedentemente perduta, riassegnandone la direzione all'architetto Simone Quilici (DPCM 2 dicembre 2019, n. 169), voluta dal ministro Franceschini.

## Direttori
Il Parco archeologico dell’Appia Antica è stato diretto da:
- Daniela Porro (interim dall'istituzione del Parco a marzo 2017)
- Rita Paris (marzo 2017 – novembre 2018)
- Daniela Porro (interim dal 27 dicembre 2018 al 16 giugno 2019)
- Simone Quilici (dal 17 giugno 2019 al 21 agosto 2019)
- Parco soppresso (agosto 2019 - febbraio 2020)
- Simone Quilici (dal 17 febbraio 2020)

## Galleria d'immagini
Secondo la progressione della via Appia, partendo dal centro di Roma:

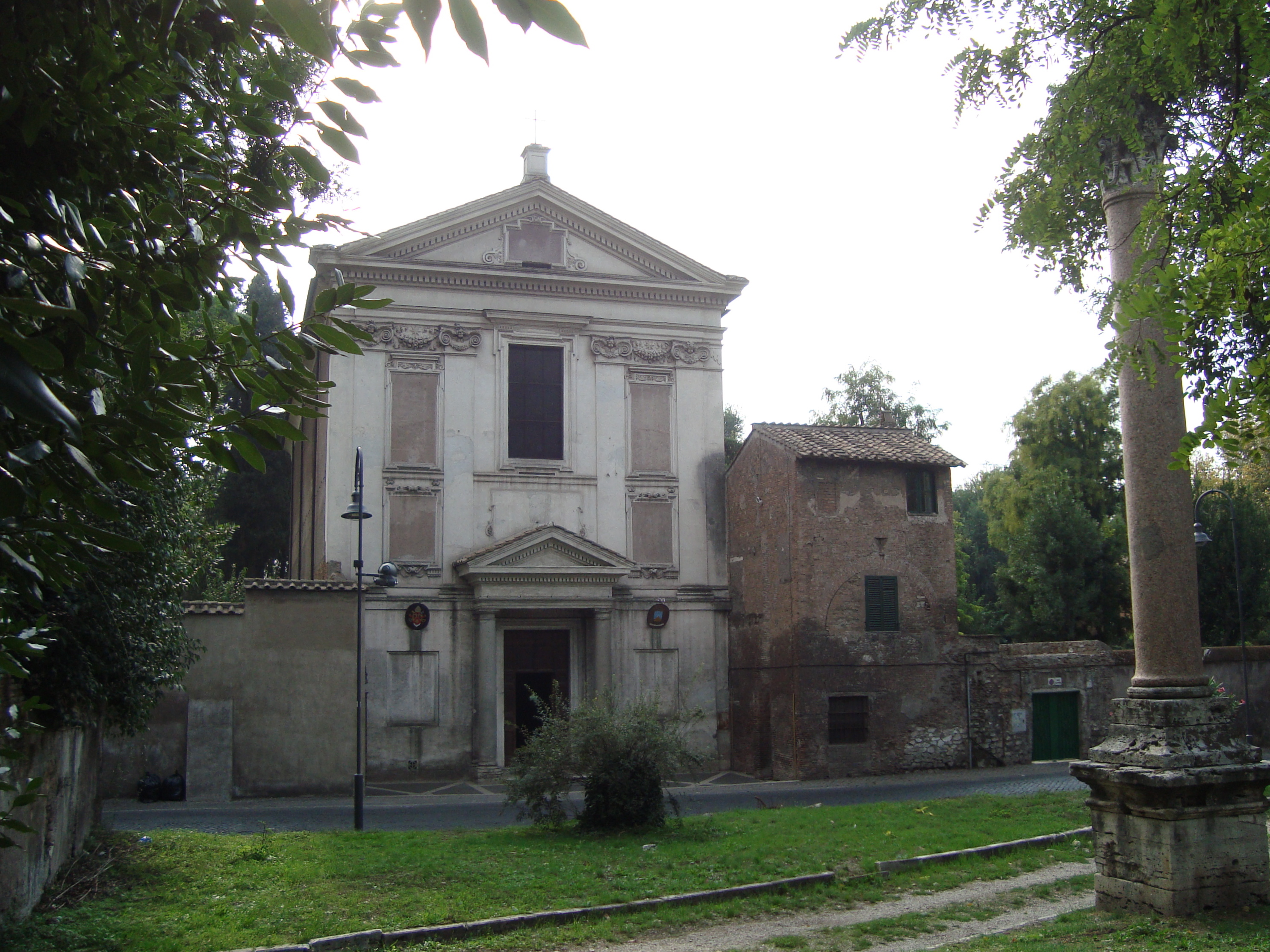
Chiesa di San Cesareo de Appia
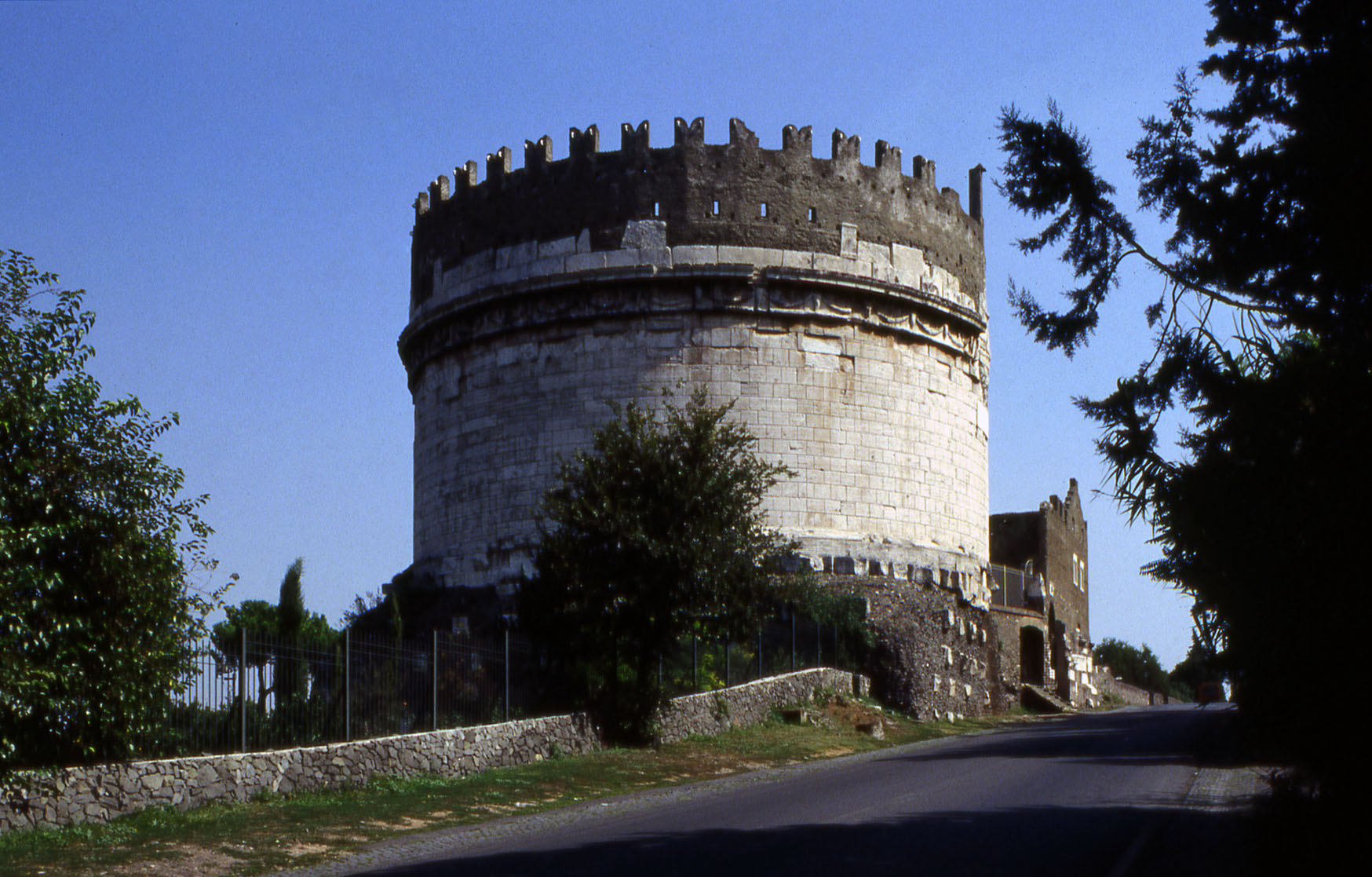
Mausoleo di Cecilia Metella
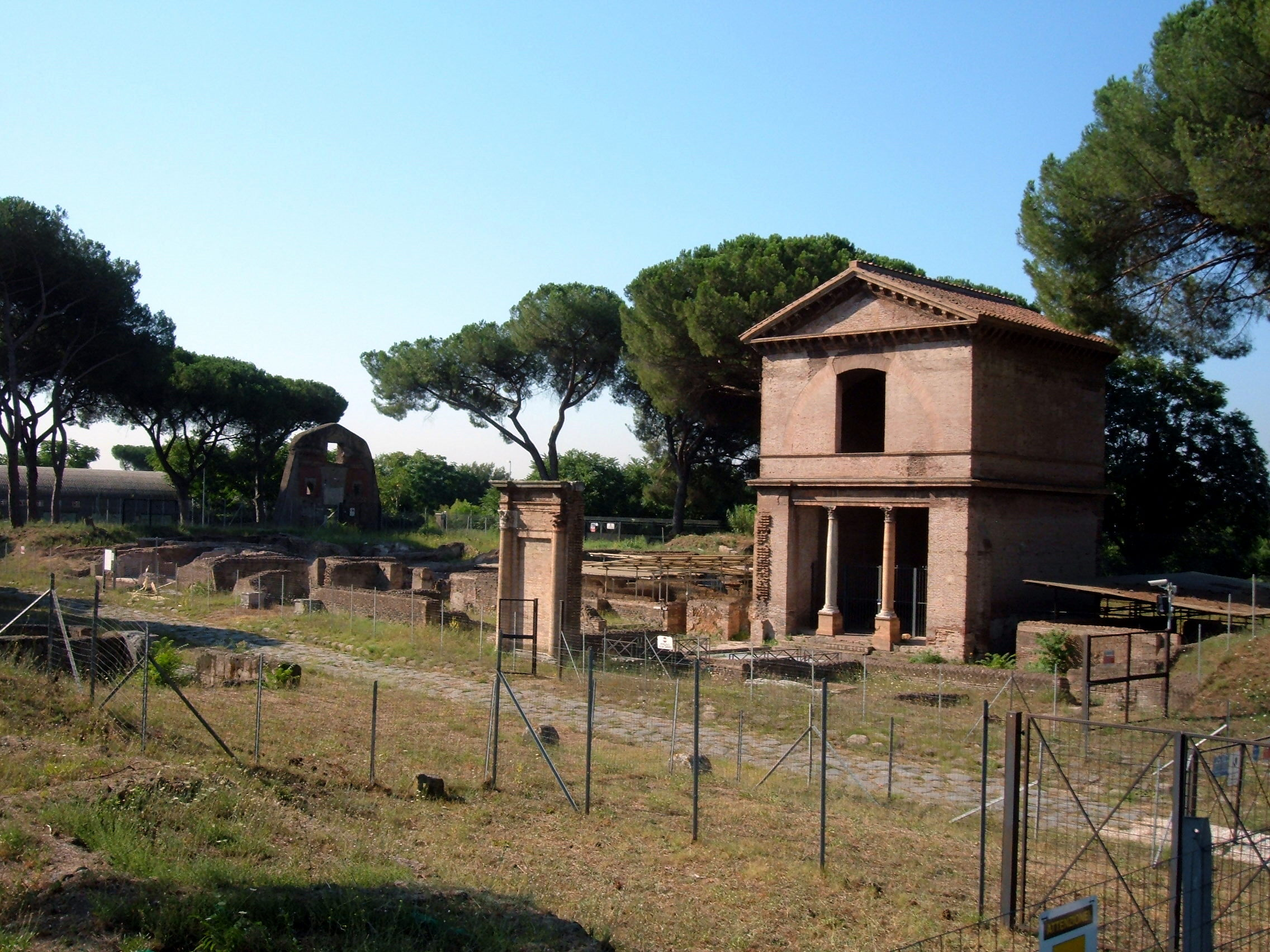
Tombe di via Latina
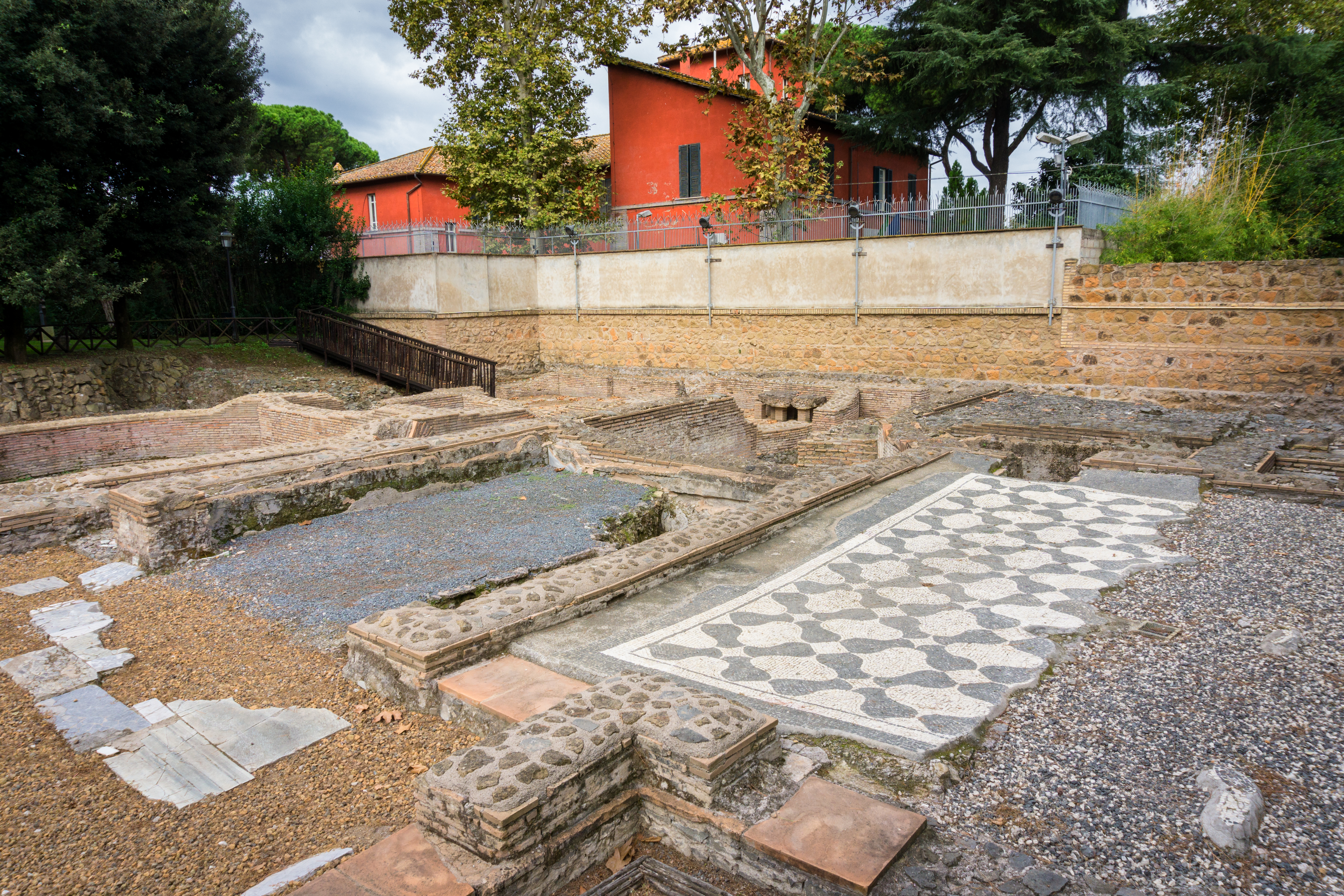
Capo di Bove
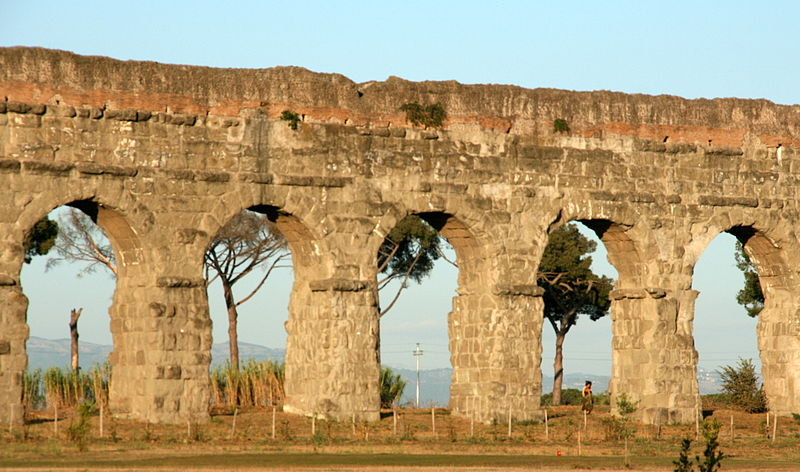
Doppio condotto dell'Acqua Claudia (canale inferiore) e dell'Anio novus (canale superiore)
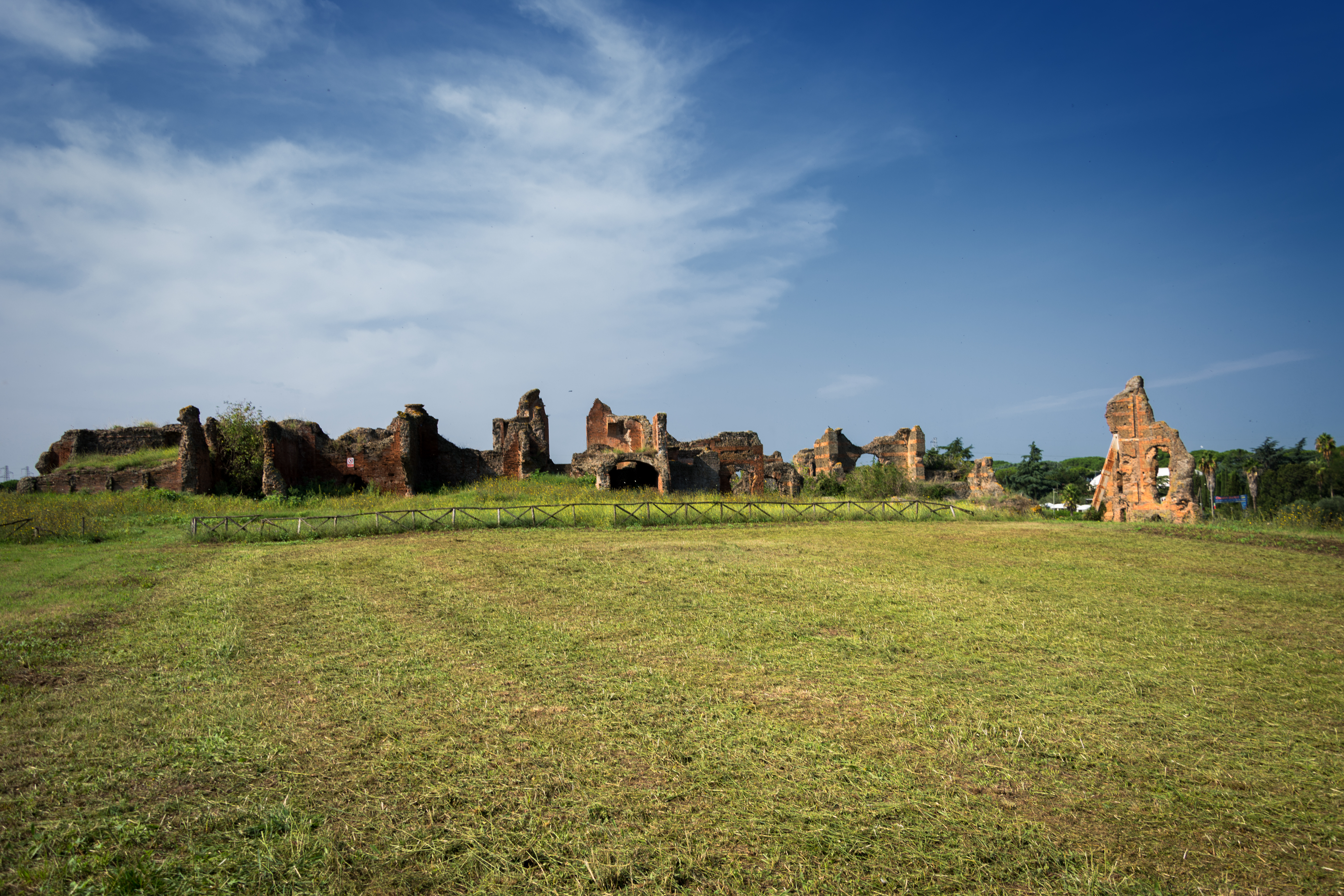
Villa dei Sette Bassi
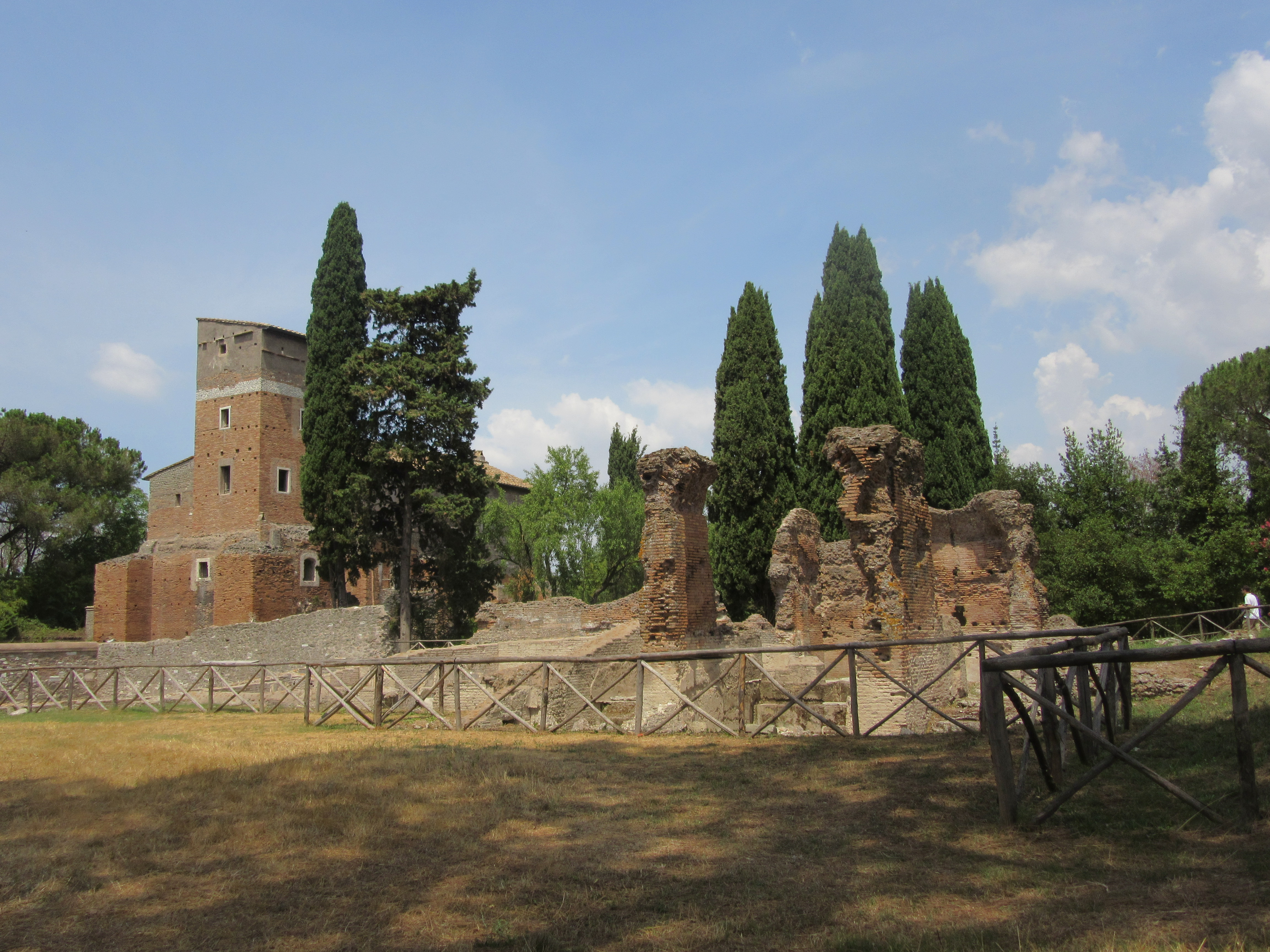
Santa Maria Nova
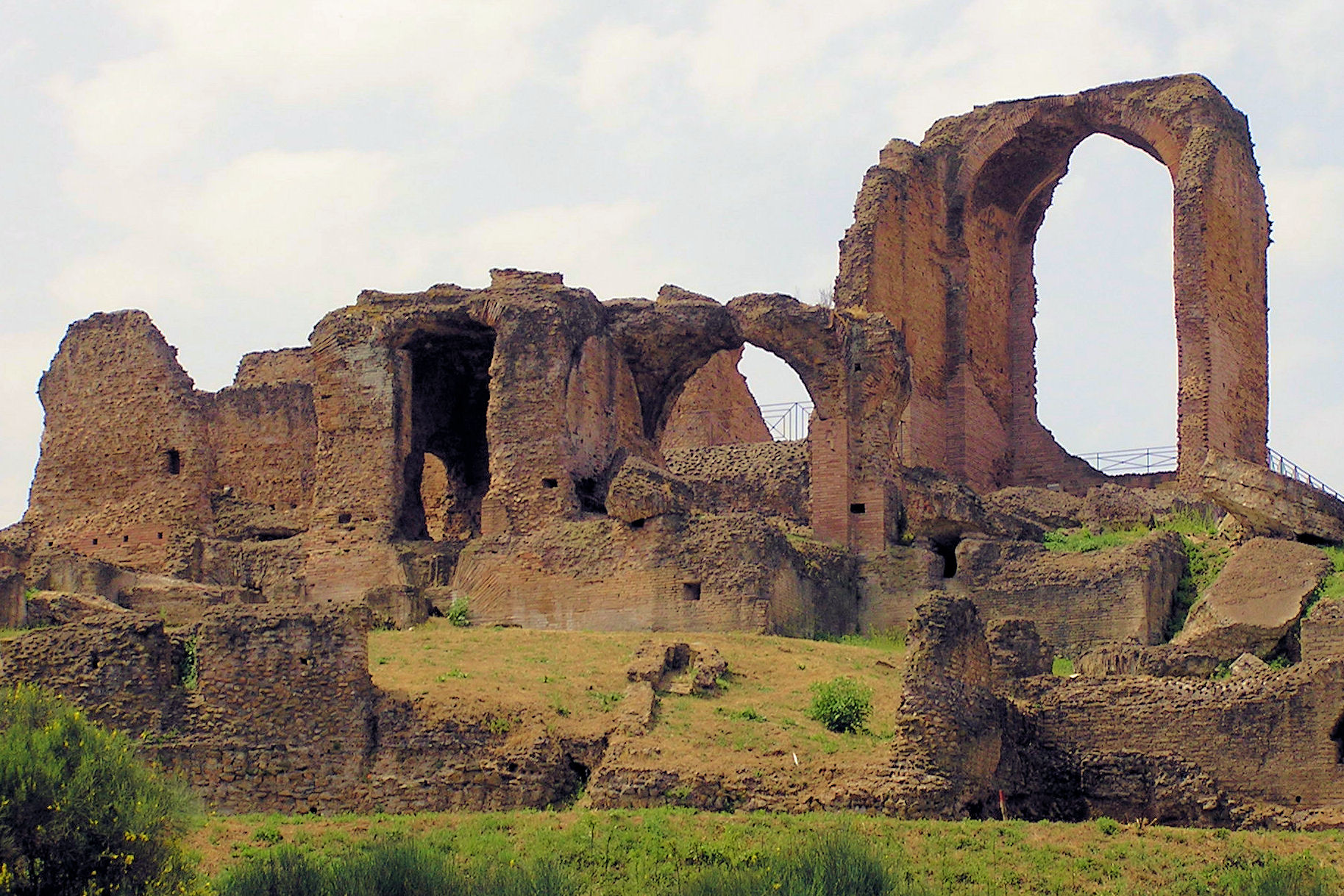
Villa dei Quintili
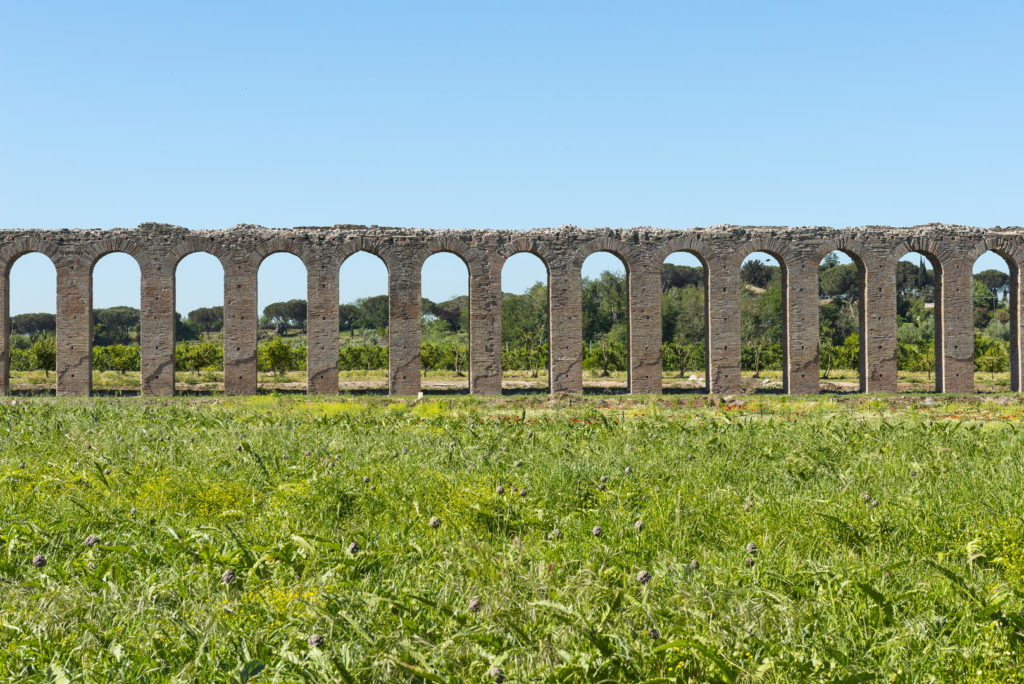
Acquedotto dei Quintili
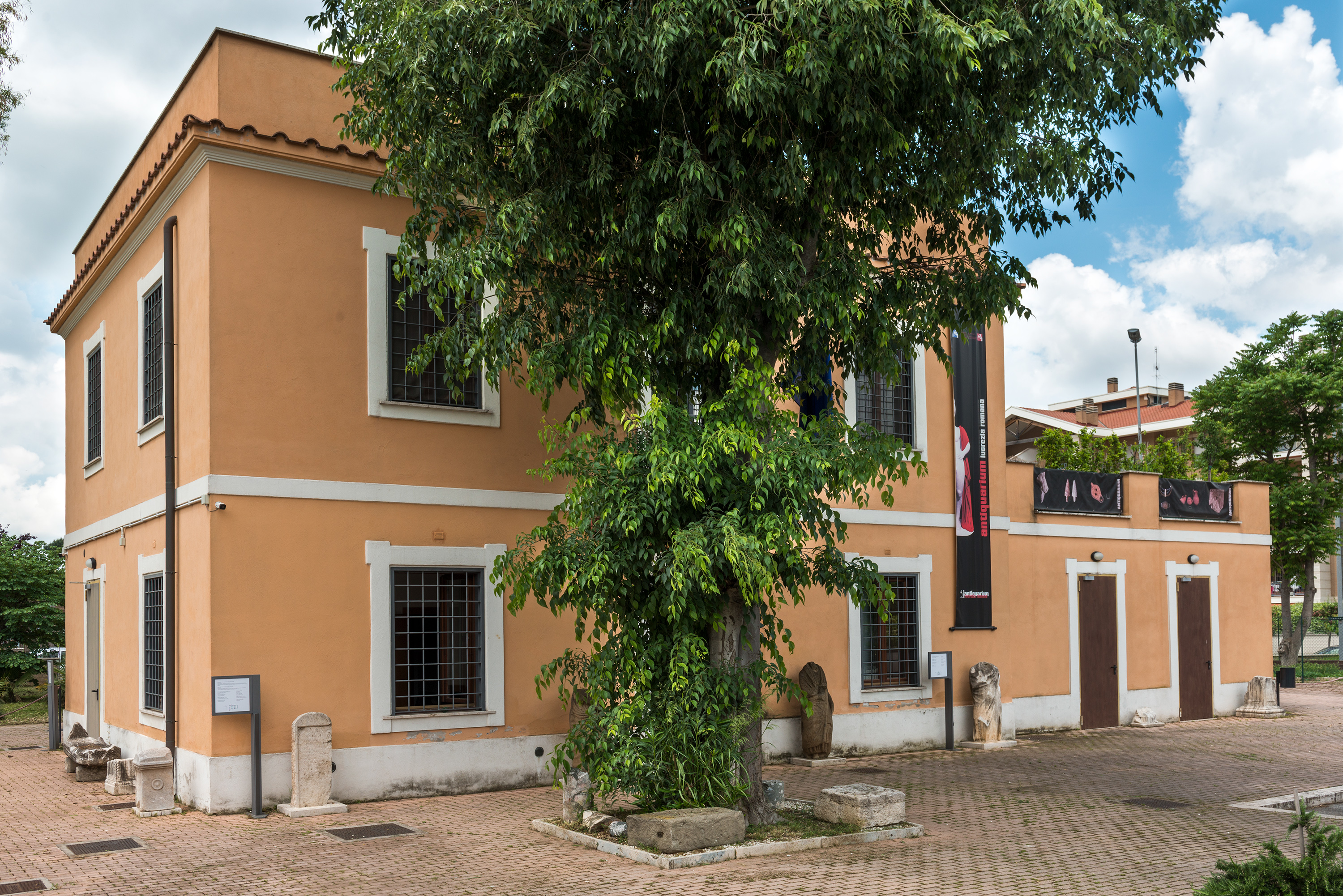
Antiquarium di Lucrezia Romana

## Collegamenti
|  | È raggiungibile dalle stazioni di Capannelle e Santa Maria delle Mole. |

|  | È raggiungibile dalla stazione di Capannelle. |

|  | È raggiungibile dalla stazione di Torricola. |

|  | È raggiungibile dalla stazione di Torricola. |